# M5 Industries

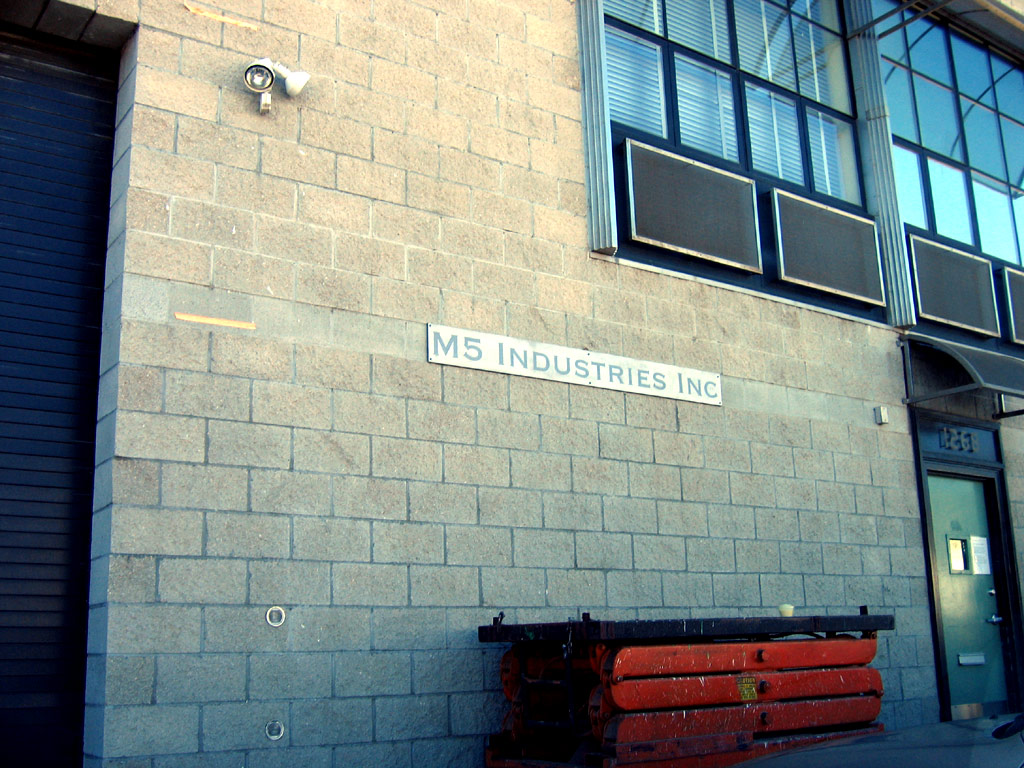
M5 Industries

M5 Industries – wytwórnia zajmująca się efektami specjalnymi i tworzeniem reklam. Znajduje się przy Missouri Street w San Francisco. Jej założycielem jest Jamie Hyneman, znany z programu Pogromcy mitów. Firma zajmowała się między innymi reklamami Hondy, McDonald’s oraz 7 Up.